# Botanomancie
La botanomancie ou botomancie est l'art divinatoire de prédire l'avenir par les fleurs (floromancie), les tiges ou le mouvement des feuilles des plantes (phyllomancie), notamment celles des arbres (dendromancie et xylomancie), du figuier (sycomancie), de la bruyère, de la verveine, de la sauge, du laurier (daphnomancie basée sur le bruit d'une branche jetée dans le feu). On inscrivait des lettres sur des feuilles que l'on exposait ensuite au vent. Les feuilles qui n'étaient pas emportées étaient réunies et, avec les lettres qu'elles portaient, on composait un message. Rabelais cite la botanomancie dans Pantagruel. 